# Lounsburyna
Lounsburyna är ett släkte av insekter. Lounsburyna ingår i familjen gräshoppor.
Kladogram enligt Catalogue of Life:
| Lounsburyna | \| \| Lounsburyna capensis \| \| \| \| \| \| Lounsburyna fumosa \| \| \| \| |
|             | \| \| Lounsburyna capensis \| \| \| \| \| \| Lounsburyna fumosa \| \| \| \| |
|             | Lounsburyna capensis                                                        |
|             |                                                                             |
|             | Lounsburyna fumosa                                                          |
|             |                                                                             |